# Jedrenje na OI 2016.
Jedrenje na OI 2016. u Rio de Janeiru održano je od 8. do 18. kolovoza. Natjecanja su održana u vodama zaljeva Guanabara. Hrvatska je imala osam predstavnika:  
- Ivan Kljaković Gašpić - Finn
- Šime Fantela & Igor Marenić - 470
- Petar Cupać & Pavle Kostov - 49er
- Luka Mratović - RS:X Men
- Tonći Stipanović - Laser
- Tina Mihelić - Laser Radial

## Osvajači odličja

### Muškarci
| Kategorija              | Zlato                                | Srebro                                   | Bronca                                  |
| Jedrenje na dasci, RS:X | Nizozemska Dorian Van Rijsselberghe  | Ujedinjeno Kraljevstvo Nick Dempsey      | Francuska Pierre Le Coq                 |
| Laser                   | Australija Tom Burton                | Hrvatska Tonči Stipanović                | Novi Zeland Sam Meech                   |
| Finn                    | Ujedinjeno Kraljevstvo Giles Scott   | Slovenija Vasilij Žbogar                 | SAD Caleb Paine                         |
| 470                     | Hrvatska Šime Fantela Igor Marenić   | Australija Mathew Belcher William Ryan   | Grčka Panagiotis Mantis Pavlos Kagialis |
| 49erFX                  | Novi Zeland Peter Burling Blair Tuke | Australija Nathan Outteridge Iain Jensen | Njemačka Erik Heil Thomas Plößel        |

### Žene
| Kategorija              | Zlato                                            | Srebro                               | Bronca                                       |
| Jedrenje na dasci, RS:X | Francuska Charline Picon                         | NR Kina Chen Peina                   | Rusija Stefania Elfutina                     |
| Laser Radial            | Nizozemska Marit Bouwmeester                     | Irska Annalise Murphy                | Danska Anne-Marie Rindom                     |
| 470                     | Ujedinjeno Kraljevstvo Hannah Mills Saskia Clark | Novi Zeland Jo Aleh Olivia Powrie    | Francuska Camille Lecointre Hélène Defrance  |
| 49erFX                  | Brazil Martine Grael Kahena Kunze                | Novi Zeland Alex Maloney Molly Meech | Danska Jena Mai Hansen Katja Salskov-Iversen |

### Mješovito
| Kategorija | Zlato                                            | Srebro                                    | Bronca                            |
| Nacra 17   | Argentina Santiago Lange Cecilia Carranza Saroli | Australija Jason Waterhouse Lisa Darmanin | Austrija Thomas Zajac Tanja Frank |

## Rezultati hrvatskih jedriličara
Muškarci
| Športaš                   | Događaj | Utrka | Utrka | Utrka | Utrka | Utrka | Utrka | Utrka | Utrka | Utrka | Utrka | Utrka | Utrka | Utrka | Neto bodovi | Ukupna pozicija |
| Športaš                   | Događaj | 1.    | 2.    | 3.    | 4.    | 5.    | 6.    | 7.    | 8.    | 9.    | 10.   | 11.   | 12.   | M*    | Neto bodovi | Ukupna pozicija |
| ------------------------- | ------- | ----- | ----- | ----- | ----- | ----- | ----- | ----- | ----- | ----- | ----- | ----- | ----- | ----- | ----------- | --------------- |
| Luka Mratović             | RS:X    | 13    | 11    | 15    | 21    | DNF   | 19    | 27    | 18    | 34    | 26    | 31    | 30    | EL    | 245         | 24              |
| Tonči Stipanović          | Laser   | 1     | 5     | 7     | 12    | 6     | 7     | 28    | 9     | 7     | 3     | NO    | NO    | 18    | 76          |                 |
| Ivan Kljaković Gašpić     | Finn    | 6     | 8     | 10    | 15    | 8     | 8     | 4     | 10    | 2     | 13    | NO    | NO    | 20    | 89          | 5               |
| Šime Fantela Igor Marenić | 470     | 1     | 2     | 4     | 1     | 3     | 3     | 4     | 8     | 6     | 3     | NO    | NO    | 16    | 43          |                 |
| Petar Cupać Pavle Kostov  | 49er    | 9     | 17    | 11    | 10    | 11    | 1     | 18    | 18    | 15    | 13    | 8     | 10    | EL    | 122         | 15              |

Žene
| Športašica   | Događaj      | Utrka | Utrka | Utrka | Utrka | Utrka | Utrka | Utrka | Utrka | Utrka | Utrka | Utrka | Neto bodovi | Ukupna pozicija |
| Športašica   | Događaj      | 1.    | 2.    | 3.    | 4.    | 5.    | 6.    | 7.    | 8.    | 9.    | 10.   | M*    | Neto bodovi | Ukupna pozicija |
| ------------ | ------------ | ----- | ----- | ----- | ----- | ----- | ----- | ----- | ----- | ----- | ----- | ----- | ----------- | --------------- |
| Tina Mihelić | Laser Radial | DSQ   | 3     | 11    | 10    | 4     | 14    | DNF   | 5     | 23    | 16    | EL    | 124         | 13              |

M = Utrka za medalju, dvostruki bodovi; EL = Eliminacija – bez sudjelovanja u utrci za medalju

## Vanjske poveznice
- Rio 2016 jedrenje  Arhivirana inačica izvorne stranice od 12. kolovoza 2012. (Wayback Machine)